# Robert Sanderson (théologien)
Robert Sanderson (19 septembre 1587 - 29 janvier 1663) est un théologien et casuiste anglais.

## Famille et éducation
Il est né à Sheffield dans le Yorkshire et grandit à Gilthwaite Hall, près de Rotherham . Il fait ses études au Lincoln College d'Oxford. Entrant dans l'Église, il devient évêque de Lincoln.

## Logicien
Son travail sur la logique, Logicae Artis Compendium (1615), est longtemps un traité standard sur le sujet. Il connait au moins dix éditions au XVIIe siècle et est largement lu comme manuel. Le biographe de Sanderson, Izaac Walton, écrit qu'en 1678, 'Logicae' s'est vendu à 10 000 exemplaires. Dans son introduction à l'édition en fac-similé de 1985, EJ Ashworth écrit que "le jeune Isaac Newton a étudié la logique de Sanderson à Cambridge, et jusqu'en 1704". Thomas Heywood du St. John's College, ajoute Ashworth, a recommandé à Newton "Sanderson ou Aristote lui-même". La logique de Sanderson est restée populaire même après l'apparition de l'influent Logique de Port-Royal.

## Carrière ecclésiastique
Les sermons de Sanderson sont également admirés; mais il est peut-être mieux connu pour ses Neuf cas de conscience résolus (1678), en considération desquels il est placé à la tête des casuistes anglais. Il laisse de grandes collections de matière historique et héraldique dans MS.
Lors de la restauration Stuart, il est élu au siège de Lincoln le 13 octobre 1660, confirmé le 24 octobre et consacré évêque le 28 octobre.
Sanderson est aujourd'hui peut-être mieux connu comme le sujet de l'une des vies d'Izaac Walton, publiée en 1678.

## Œuvres
- The Works of Robert Sanderson in Six Volumes (1854) édité par William Jacobson . Oxford aux presses universitaires. La plupart des volumes sont disponibles en vues complètes ou partielles dans Google Livres.
- Logicae Artis Compendium, édité par EJ Ashworth. Bologne : Editrice CLUEB, 1985. Également publié en vol. VI dans « Les œuvres de Robert Sanderson en six volumes » W. Jacobson (éd.).